# Pentanisia longituba
Pentanisia longituba là một loài thực vật có hoa trong họ Thiến thảo. Loài này được (Franch.) Oliv. mô tả khoa học đầu tiên năm 1888.